# Pedro Messone

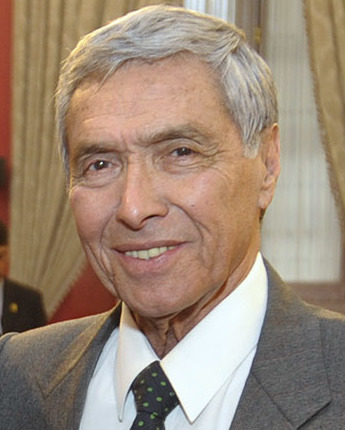
Pedro Messone

Pedro Messone (* 6. Juni 1934 in Temuco; † 1. Juni 2023 in Santiago de Chile) war ein chilenischer Sänger und Schauspieler.

## Werdegang
Messone wuchs in Valparaíso auf. Er besuchte dort das Seminario San Rafael und lernte frühzeitig Musiker wie Luis Urquidi kennen. In Santiago bildete er 1962 mit Urquidi, Fernando Torti und Raúl Morales das Quartett Los Cuatro Cuartos. Daneben wurde er auch als Schauspieler aktiv und trat am Teatro Ensayo der Universidad Católica in Eugenio Guzmáns La pérgola de las flores auf. Als die Theatergruppe 1964 eine Einladung erhielt, das Stück an den wichtigsten Bühnen Mexikos zu spielen, entschied er sich, die Cuatro Cuartos zu verlassen. Er wirkte später auch in einigen Filmen mit, so Volver, Tierra quemada (1968), El afuerino (1971) und Germán Beckers Ayúdeme usted, compadre.
Er erhielt Angebote, seine Schauspielkarriere in Mexiko fortzusetzen, zog es aber vor, nach Chile zurückzukehren, wo er mit Sergio Sauvalle einen Erfolg mit dem Song El corralero hatte. Mit Rolando Alarcón, José Luis Hernández und Renato Lederman gründete er Los de Las Condes. Die Gruppe bestand nur knapp ein Jahr, hatte aber beim Festival von Viña del Mar Erfolg mit El corralero. Er wurde dann Mitglied der Los Paulos (mit Luis Valdés, Erwin Oehrens und Edgardo Bruna), einer Gruppe, die beim Festival de Viña Sofanor Tobars La burrerita de Quillagua aufführte, sich aber auch bald auflöste. Danach entschied sich Messone für eine Laufbahn als Solist.
1966 erschien sein erstes Soloalbum El solitario, u. a. mit dem Titelsong von Willy Bascuñán, den Titeln Pa’ mar adentro und El ovejero und Víctor Jaras El cigarrito. Beim Festival de Viña 1967 führte er mit Rolando Alarcón Niña, sube a la lancha auf. Nach dem Militärputsch stellte sich Messone öffentlich auf die Seite des Diktators Augusto Pinochet. 1992 kandidierte er auf der Liste der Unión Demócrata Independiente als Bürgermeister von Buin, scheiterte aber bei der Wahl. Als Sänger hatte er weiterhin Erfolge, so mit La tejedora von Sandra Ramírez (1985), Mi niña y yo (mit Juan Castillo, 1990) und La tejedora (2000).